# Europese kampioenschappen boogschieten 1982 (outdoor)
De Europese kampioenschappen boogschieten 1982 waren door de Fédération Internationale de Tir à l'Arc (FITA) georganiseerde kampioenschappen voor boogschutters. De achtste editie van de Europese kampioenschappen vond plaats in het Hongaarse Kecskemét van 28 tot en met 29 juni 1982.

## Resultaten

### Individueel
|        | Heren                 | Dames                 |
| ------ | --------------------- | --------------------- |
| Goud   | Vladimir Jesjev       | Natalia Butuzova      |
| Zilver | Willy Van den Bossche | Päivi Meriluoto       |
| Brons  | Tomi Poikolainen      | Ludmilla Arzhannikova |

### Team
|        | Heren                                                   | Dames                                               |
| ------ | ------------------------------------------------------- | --------------------------------------------------- |
| Goud   | Willy Van den Bossche Patrick De Koning Marnix Vervinck | Natalia Butuzova Ludmilla Arzhannikova Burszak      |
| Zilver | Vladimir Jesjev Stanislaw Zabrodzki Boris Isaczenko     | Eileen Robinson Charlotte Calladine Pauline Edwards |
| Brons  | Tomi Poikolainen Kyösti Laasonen Kauko Laasonen         | Päivi Meriluoto Ulla Rantala Eila Pummi             |